# Porcupine (rivière)
Pour les articles homonymes, voir Porcupine.

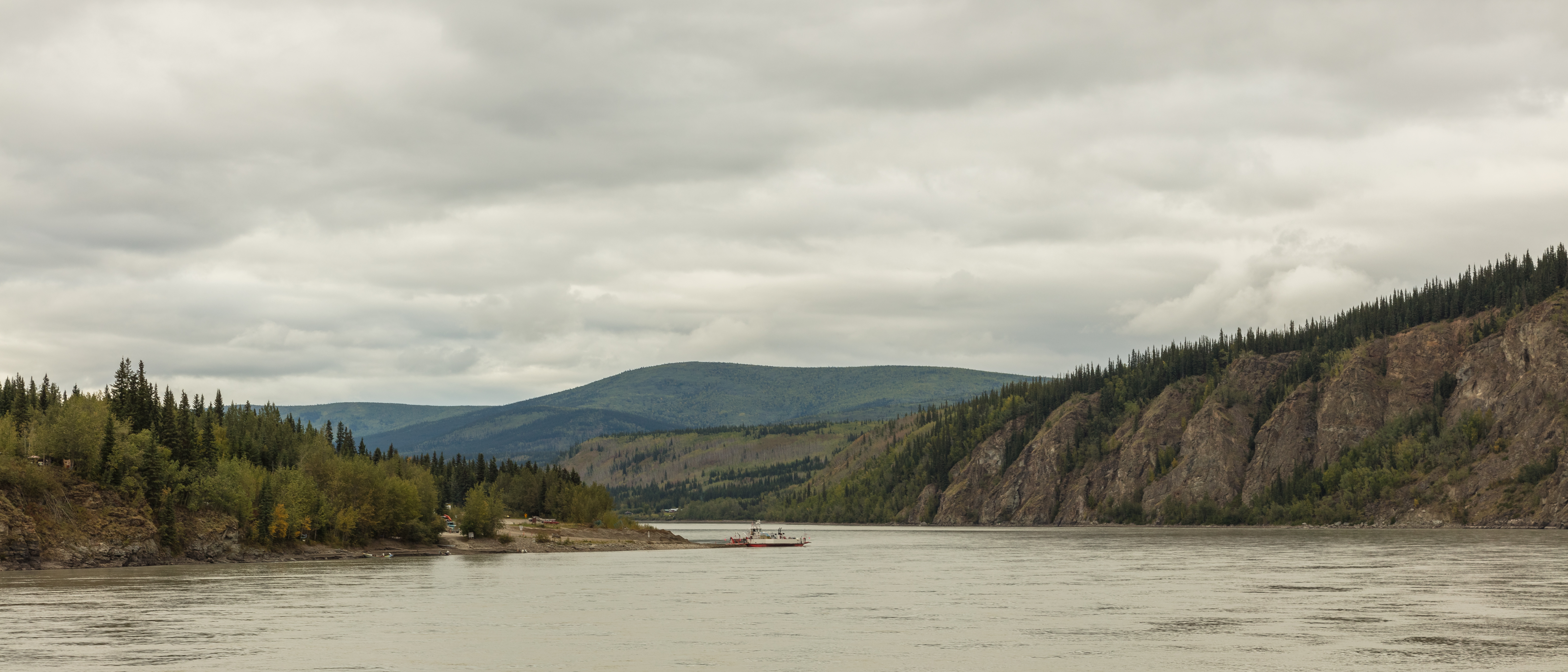
Rivière Porcupine vue de Dawson City

La rivière Porcupine est un cours d'eau qui coule en Alaska et au Yukon. Elle prend sa source dans les monts Ogilvie, au nord de Dawson City et coule sur 721 kilomètres (448 mi) vers le nord, puis vers le sud ouest, traverse la communauté de Old Crow au Yukon et se dirige vers le fleuve Yukon, dans lequel il se jette à Fort Yukon.
Elle a été découverte en 1842 par John Bell.
Un troupeau de 125 000 caribous (Rangifer tarandus granti) vit dans la vallée de la rivière. Il s'agit d'un des plus importants troupeaux de caribous au monde. Sa migration se fait entre le Yukon et l'Alaska et un accord[Lequel ?] a été signé entre les États-Unis et le Canada afin de limiter la chasse.

## Affluents
- Grass – 39 milles (63 km)
  - Little Black – 82 milles (132 km)
- Black – 160 milles (257 km)
  - Salmon Fork Black – 90 milles (145 km)
  - Grayling Fork Black – 80 milles (129 km)
- Sheenjek – 200 milles (322 km)
  - Koness – 72 milles (116 km)
- Coleen
- Old Crow – 175 milles (282 km)